# Juling (köpinghuvudort i Kina, Henan Sheng, lat 33,86, long 113,96)
Juling är en köpinghuvudort i Kina. Den ligger i provinsen Henan, i den centrala delen av landet, omkring 100 kilometer söder om provinshuvudstaden Zhengzhou. Antalet invånare är 40 862. Befolkningen består av 19 868 kvinnor och 20 994 män. Barn under 15 år utgör 18,0 %, vuxna 15-64 år 71 %, och äldre över 65 år 9,0 %.
Runt Juling är det tätbefolkat, med 819 invånare per kvadratkilometer. Närmaste större samhälle är Jiangguanchi, 17,5 km nordväst om Juling. Trakten runt Juling består till största delen av jordbruksmark.
Genomsnittlig årsnederbörd är 863 millimeter. Den regnigaste månaden är juli, med i genomsnitt 176 mm nederbörd, och den torraste är januari, med 7 mm nederbörd.